# Ichneumon curtulus
Ichneumon curtulus är en stekelart som beskrevs av Joseph Kriechbaumer 1882. Ichneumon curtulus ingår i släktet Ichneumon och familjen brokparasitsteklar. Inga underarter finns listade i Catalogue of Life.